# Міська мистецька премія імені Георгія Косміаді (Рівне)
Міська мистецька премія імені Георгія Косміаді (Рівне) — найвища в місті творча відзнака митців за вагомий внесок у розвиток образотворчого мистецтва. Заснована у 2012 р.
Премію встановлено з метою відзначення кращих митців міста Рівне в галузі образотворчого мистецтва (живопис, скульптура, графіка, декоративне мистецтво) на вшанування пам'яті видатного рівненського художника, архітектора та педагога Георгія Петровича Косміаді (1886—1967).

## Історія премії
Міська премія імені Георгія Косміаді заснована відповідно до розпорядження міського голови від 06.04.2012 р. № 348-р «Про міську мистецьку премію імені В. Г. Косміаді».
Нею нагороджують видатних митців, котрі народилися, проживають або тривалий час працювали у Рівному, за видатні твори, що відзначаються високим професіоналізмом, глибоким розкриттям змісту та образів, якістю та майстерністю виконання. Присуджується з 2013 до дня народження Георгія Петровича Косміаді, 24 березня, у встановленому положенням розмірі.
Першим був нагороджений у 2013 р. Костянтин Маркович Литвин — живописець, педагог, член Національної спілки художників України (посмертно).

## Положення про премію
Нагородження міською мистецькою премією проводиться розпорядженням міського голови Рівного. Пропозиції щодо претендентів на здобуття премії подаються до управління культури і туризму виконавчого комітету Рівненської міської ради з 1 січня до 14 березня поточного року органами державної виконавчої влади та місцевого самоврядування, творчими спілками, культурно-мистецькими закладами, науковими та навчальними закладами, громадськими організаціями, самовисуванням.
Премія присуджується за твори, виконані в останні три роки. Творчий доробок претендентів має бути оприлюднений на виставках упродовж останніх трьох років, але не пізніше як за три місяці до їх висунення на здобуття премії, мати позитивні відгуки у засобах масової інформації, рецензії у мистецтвознавчій літературі. Щороку присвоюється лише одна премія.
Для визначення та нагородження претендентів розпорядженням міського голови утворюється комітет із присудження міської премії імені Георгія Косміаді у складі 14 осіб, що діє на громадських засадах.
Комітет очолює голова — заступник міського голови з гуманітарних питань. Рішення про присудження премії приймається таємним голосуванням присутніх членів комітету, голос головуючого є ухвальним.
Комітет проводить розгляд, обговорення та оцінку творів на здобуття премії у два конкурсні тури: перший тур — розгляд папок (матеріалів) претендентів та допущення до другого туру конкурсу (шляхом таємного голосування);
другий тур — підсумкове обговорення та прийняття рішення під час виставки творів претендентів (шляхом таємного голосування).
Претендент на здобуття премії може бути визначений у першому конкурсному турі, у разі якщо шляхом таємного голосування за нього проголосувало не менше двох третин від присутніх членів комітету. Претенденти, допущені до другого туру, мають представити конкурсні роботи на виставці.
Особам, яким присуджується премія, присвоюється звання лауреатів премії імені Григорія Косміаді, вручається диплом, нагрудний знак та грошова винагорода. У разі, якщо премія присуджена кільком особам, кожен лауреат отримує диплом, нагрудний знак, а грошова винагорода ділиться між ними порівну; якщо творчому колективу — колектив отримує диплом та грошову винагороду, а кожен член колективу — нагрудний знак. Нагородження проводиться в урочистій обстановці міським головою міста Рівного або за його дорученням заступником міського голови з гуманітарних питань.
Виплата премії здійснюється відповідно до розпорядження міського голови на підставі рішення комітету за рахунок коштів, передбачених управлінню культури і туризму виконавчого комітету Рівненської міської ради.
Премія може бути присвоєна посмертно. У такому разі диплом, нагрудний знак та грошова винагорода вручаються членам родини.

## Диплом та нагрудний знак лауреата
Особам, удостоєним премії, присвоюється звання лауреата Міської літературної премії імені Георгія Косміаді, та вручаються Диплом і Почесний знак лауреата.
Диплом лауреата Міської літературної премії імені Георгія Косміаді являє собою аркуш жовтого кольору формату А4, на лицьовому боці якого вміщено портрет Георгія Косміаді, зображення стилізованої палітри з пензлем та олівцем та розташовано напис «Диплом лауреата міської літературної премії імені Георгія Косміаді». По периметру аркуш облямовано лиштвою з рослинним орнаментом золотистого кольору.
Почесний знак лауреата Міської премії імені Георгія Косміаді виготовляється з металу і має форму стрічки національних кольорів. Поруч — стилізована палітра з пензлем та олівцем та напис «Лауреат премії імені Георгія Косміаді».

## Лауреати міської мистецької премії ім. Георгія Косміаді
2013 — Литвин Костянтин Маркович (посмертно)
2014 — Мартиненко Анатолій Іванович (посмертно)
2015 — Годун Микола Петрович
2016 — Гурістюк Олександр Петрович
2017 — Хвесь Руслан Петрович, Сівак Микола Станіславович
2018 — творчий колектив викладачів Рівненської державної дитячої художньої школи імені А. І. Мартиненка у складі
- Дребот Наталя Володимирівна
- Чуприна Михайло Степанович
- Мартиненко Ілля Артурович
- Стрілець Тетяна Андріївна[1][6]

2019 — Галайчук Оксана Миколаївна, Кляповська Алевтина Олександрівна
2020 — Лукашевич Тетяна Сергіївна
2021 — Гвоздинський Віктор В'ячеславович
2022 — Бобришев Олександр Іванович